# Soplaogonomegops unzuei
Genre
Espèce
Soplaogonomegops unzuei, unique représentant du genre Soplaogonomegops, est une espèce éteinte d'araignées aranéomorphes de la famille des Lagonomegopidae.

## Distribution
Cette espèce a été découverte dans de l'ambre à El Soplao en Cantabrie en Espagne. Elle date du Crétacé.

## Étymologie
Cette espèce est nommée en l'honneur de Fermín Unzúe.

## Publication originale
- (en) Pérez-de la Fuente, Saupe & Selden, 2015 "2013" : New lagonomegopid spiders (Araneae: †Lagonomegopidae) from Early Cretacous Spanish amber. Journal of Systematic Paleontology, vol. 11, p. 531–553.